# Kamijo
Kamijo (nascido em Hiratsuka em 19 de julho) é um cantor-compositor, músico e produtor musical japonês. Ele é conhecido por ser vocalista das bandas Lareine e Versailles. 
Kamijo iniciou sua carreira musical em 1994 fundando a Lareine. Após 13 anos, incluindo um período de hiato onde ele formou a banda New Sodmy, Lareine acabou em 2006. Ele então cofundou com Hizaki a banda de metal sinfônico Versailles em 2007. O grupo pausou as atividades em 2012 e Kamijo começou uma carreira solo no ano seguinte. Versailles retomou as atividades em 2015 e ele segue com sua carreira solo simultaneamente. Sua atual banda de suporte conta com os músicos Hiro (ex. La'cryma Christi), Ikuo e Yuki (ex. Rayflower) e Shuji (ex. Janne Da Arc).
Kamijo foi nomeado embaixador do projeto de intercâmbio de cultura pop entre Japão e França em 2018. Como cantor solo, foi ranqueado várias vezes no top 10 de artistas visual kei do portal JRock News: 6° lugar em 2018, 7° em 2019 e 8° em 2024.

## Carreira

### 1994–2006: Primeiros anos e Lareine
Brevemente em 1994, Kamijo foi vocalista da banda Bzirleick, sob o nome artístico de Yuzi. Na mesma época, era roadie da Malice Mizer com seu colega Mayu. Ainda naquele ano, dessa vez utilizando o nome Shoki, Kamijo se uniu a Mayu para formar a banda Laliene. Em 1995, alteraram seu nome para Lareine e consolidaram sua formação clássica com Kamijo, Mayu, Emiru e Machi. Em 1999 deixaram de ser uma banda indie e lançaram seu primeiro álbum, Fierte no Umi to Tomo ni Kyu, que alcançou a 20ª posição na Oricon Albums Chart. No entanto, no ano seguinte, todos os membros exceto Kamijo deixaram a banda. Determinado a continuar, Kamijo seguiu solo com o Lareine e fundou sua própria gravadora, a Applause Records, e seguiu lançando trabalhos com Lareine até 2001, quando decidiu formar a banda New Sodmy com Mayu. Em 2002, os membros do Lareine retornaram, exceto por Machi, que foi substituído por Kazumi. Com isso, a New Sodmy foi encerrada. Quatro anos depois, Kazumi anunciou sua saída da banda e, alguns meses depois, o grupo perdeu contato com Mayu. Diante dessa situação, o Lareine realizou um show de despedida em 31 de outubro de 2006, marcando oficialmente sua separação.

### 2007–presente: Versailles e solo
Em meados de 2006, Kamijo e Hizaki criaram o conceito de uma nova banda, Versailles, e passaram seis meses reunindo membros capazes de expressá-lo. O conceito da banda é "o som youshikibi (beleza da forma) absoluto e extremos de esteticismo". Em 29 de março de 2007, a formação do grupo foi revelada. Além de Hizaki e Kamijo, Versailles foi formada com Jasmine You (que tocou no projeto solo de Hizaki), Teru (ex-Aikaryu) e o baterista recomendado pela casa de shows Rock May Kan, Yuki (ex-Sugar Trip). No dia seguinte, o nome da banda foi revelado. Em 2006, Kamijo formou a produtora musical Sherow Artist Society.
Em 2012, a banda terminou e todos os membros, menos Kamijo, se reuniram para formar a banda Jupiter. Kamijo iniciou uma carreira solo e lançou o single de estreia "Louis～Tsuyachi no La Vie en Rose～", em 28 de agosto de 2013. No ano seguinte, ele colaborou com a marca Artemis Classic para lançar sua própria linha de acessórios, chamada Symphony of the Vampire. Já em dezembro de 2015, o Versailles retomou suas atividades. Versailles retomou as atividades em dezembro de 2015.
Kamijo lançou o álbum Sang em 21 de março de 2018. Na turnê em promoção ao álbum, ele tocou com uma orquestra no dia 28 do mesmo mês no Ex Theater Roppongi. Em 2019, embarcou na turnê japonesa "Persona Non Grata", que ocorreu entre julho e setembro. Em 2022, lançou o álbum Oscar, baseado no conceito de um cenário em que Luís XVII da França estivesse vivo nos tempos modernos.
Em 31 de janeiro de 2024 o cantor lançou a canção de balada "Utsukushi Hibi no Kakera" (美しい日々の欠片), com o conceito de "desespero ao perder alguém amado". Em junho, embarcou em turnê pela Europa. No mês seguinte ele lançou o álbum Violet Dawn, e destacou a influência da guitarra de Hiro na sonoridade do projeto. Em agosto, ele anunciou que mudaria sua base de operações para Los Angeles, Califórnia, no meio de 2025. O objetivo da mudança seria estudar produção musical para filmes em Hollywood, além de aperfeiçoar sua técnica vocal com um professor específico. Em 2025, ele seguirá em turnê pelo Japão e pelas Américas, tocando no Brasil em maio.

## Vida pessoal
Kamijo nasceu em Hiratsuka, Kanagawa, em 19 de julho. No ensino primário, começou a praticar tênis, esporte que continuou por cerca de oito anos. Nos anos finais do colégio, ele trabalhou em diversos empregos de meio período, como em uma cozinha de hotel, restaurante de lamen e uma agência musical.
Ele citou Paul Mauriat, X Japan e Kyosuke Himuro como influências.

## Discografia
Álbuns e EPs
- Symphony of the Vampire (5 de março de 2014)
- Heart (24 de setembro de 2014)
- Sang (21 de março de 2018)
- Oscar (23 de outubro de 2022)
- Violet Dawn (31 de julho de 2024)

Singles
- "Louis ~Enketsu no La Vie en Rose~" (Louis ～艶血のラヴィアンローズ～, 28 de agosto de 2013)
- "Moulin Rouge" (18 de junho de 2014)
- "Yamiyo no Lion" (闇夜のライオン, 16 de julho de 2014)
- "Castrato" (カストラート, 10 de maio de 2017)
- "Mademoiselle" (27 de setembro de 2017)
- "Nosferatu" (16 de janeiro de 2018)
- "Sang -Another Story-" (21 de março de 2018)
- "Sang ~Kimi ni Okuru Namae~" (Sang ～君に贈る名前～, 18 de julho de 2018)
- "Eye of Providence" (24 de julho de 2019)
- "Temple ~Blood Sucking for Praying~" (27 de novembro de 2019)
- "Symbol of the Dragon" (26 de fevereiro de 2020)
- "Persona Grata" (29 de abril de 2020)
- "Behind the Mask" (31 de agosto de 2021)
- "Utsukushi Hibi no Kakera" (美しい日々の欠片, 31 de janeiro de 2024)